# Mostovni ligand
V koordinacijski kemiji so mostovni ligandi ligandi, ki povezujejo dva ali več atomov, običajno kovinskih ionov. Ligand je lahko atomski ali poliatomski. Skoraj vse kompleksne organske spojine lahko služijo kot mostovni ligandi, zato je izraz običajno omejen na majhne ligande, kot so psevdohalogenidi, ali na ligande, ki so posebej zasnovani za povezavo dveh kovin.
Pri poimenovanju kompleksa, v katerem je en sam atom vezan na dve ali več kovin, je za predpono uporabljena grška črka mi, μ, s podpisano številko, ki označuje število kovin, vezanih na mostovni ligand. μ2 se pogosto označuje preprosto kot μ. Pri opisovanju koordinacijskih kompleksov je treba paziti, da μ ne zamenjamo z η („eta“), kar se nanaša na haptičnost. Ligandi, ki niso mostovni, se imenujejo terminalni (končni) ligandi.

## Seznam mostovnih anorganskih ligandov
Skoraj za vse ligande so znani primeri mostovne koordinacije, z izjemo aminov in amonijaka. Pogosti anorganski mostovni ligandi vključujejo večino običajnih anionov.
| Mostovni ligand | Ime           | Primer                                                |
| --------------- | ------------- | ----------------------------------------------------- |
| OH−             | hidroksid     | [Fe2(OH)2(H2O)8] 4+, glej olacija                     |
| O2−             | oksid         | [Cr2O7]2−, glej polioksometalat                       |
| SH−             | hidrosulfido  | Cp2Mo2(SH)2S2                                         |
| NH−             | amido         | HgNH2Cl                                               |
| N3−             | nitrid        | [Ir3(SO4)6(H2O)3]4−, glej kompleks kovinskih nitridov |
| CO              | karbonil      | Fe2(CO)9, glej mostovni karbonil                      |
| Cl−             | klorid        | Nb2Cl10, glej halogenidne ligande                     |
| H−              | hidrid        | B2H6                                                  |
| CN−             | cianid        | pribl. Fe7(CN)18 (prusko modrilo), glej cianometalat  |
| PPh2−           | difenilfosfid | glej komplekse fosfidnih prehodnih kovin              |

Mnogi preprosti organski ligandi tvorijo močne mostovne vezi med kovinskimi središči. Primeri pogosto vključujejo organske derivate zgoraj navedenih anorganskih ligandov (R = alkil, aril): OR−, SR−, NR2−, NR2− (imido), PR2− (fosfido), PR2− (fosfinidino) in še veliko več.

## Primeri
- Spojine in kompleksi z mostovnimi ligandi
- Pirazin je mostovni ligand v tej dirutenijevi spojini, ki se imenuje Creutz–Taubejev kompleks .
- V kompleksu kobalta s formulo Co3(CO)9(CtBu) je CtBu ligand μ3-mostovni, čeprav to običajno ni navedeno v formuli.
- V triželezov dodekakarbonilu sta dva CO liganda mostovna, deset pa jih je terminalnih. Terminalni in mostovni ligandi se hitro izmenjajo.
- V NbCl5 sta dva mostovna in osem terminalnih kloridnih ligandov.
- Zlatov klaster [Au6C(PPh3)6]2+ vsebuje μ6-karbidni ligand, čeprav to običajno ni navedeno v formuli.
- V renijevem trioksidu so oksidni ligandi vsi μ2. Ti oksidni ligandi "lepijo" centralne kovinske atome skupaj.
- V primeru ZrCl4, obstajajo tako končni kot mostovni kloridni ligandi.
- V rodijevem(II) acetatu so štiri acetatne skupine mostovne.
- V VO(HPO4) . 0.5H2O pare vanadijevih(IV) centralnih atomov povezujejo mostovni vodni ligandi.

## Način vezave
Za mostovne ligande med dvema kovinama, μ2-ligande, sta dve mejni resonančni strukturi s 4-elektronsko in 2-elektronsko vezavo. Te primere v kemiji glavne skupine ponazarja [Me2Al(μ2-Me)]2 in [Me2Al(μ2-Cl)]2. Zaplet te analize je možnost tvorbe medkovinske vezi. Računalniške študije kažejo, da v mnogih spojinah, kjer so prisotni mostovni ligandi, ni vezi kovina-kovina. Izračuni na primer kažejo, da v spojini Fe2(CO)9 ni medkocinske vezi železo-železo zaradi 3-jedrne-2-elektronske vezi, ki vključuje enega od treh mostovnih CO ligandov. 

## Večvezni ligandi
Večvezni ligandi se lahko na različne načine vežejo na kovine in tako lahko premostijo kovine na različne načine, vključno z delitvijo enega atoma ali uporabo več atomov. Primeri takšnih poliatomskih ligandov so oksoanioni CO32− in z njimi povezanih karboksilatov, PO43− in polioksometalati. Razvitih je bilo več organofosfornih ligandov, ki koordinirajo pare kovin, dobro znan primer je Ph2PCH2PPh2.